# Neuroleadership
Unter Neuroleadership versteht man das Übertragen von Erkenntnissen der Neurowissenschaften auf bekannte Managementtheorien. Die Neuroleadership stellt damit einen neuen Führungsansatz dar, der auf anderen Ansätzen aufbaut. Der Begriff wurde geprägt vom Unternehmensberater David Rock und dem Neurowissenschaftler Jeffrey Schwartz und erstmals in einem Artikel der „Strategy+Business“ publiziert.

## Ansatz nach Rock/Schwartz
In einem Artikel der „Strategy+Business“ mit dem Titel „The neuroscience of leadership“ formulieren David Rock und Jeffrey Schwartz sechs Thesen, welche die Grundlage ihrer weiteren Überlegungen bilden:
1. „Change is pain“: Veränderung bedeutet Schmerz in Form physiologischer Anstrengung durch Umbildung von Netzwerken im Gehirn.
2. „Behaviorism doesn’t work“: Der behavioristische Ansatz von Bestrafen und Belohnen verbessert die Motivation der Mitarbeiter langfristig nicht.
3. „Humanism is overrated“: Der humanistische Ansatz, durch Fragen und Einfühlungsvermögen Mitarbeiter zu eigenständigen Problemlösungen zu motivieren, wird überbewertet.
4. „Focus is power“: Aktive Aufmerksamkeit sorgt für chemische und physiologische Veränderungen im Gehirn.
5. „Expectation shapes reality“: Die persönliche Erwartungshaltung verändert die Wahrnehmung der Realität.
6. „Attention density shapes identity“: Das aktive Lenken der Aufmerksamkeit führt zu einer Entwicklung der Persönlichkeit.

Die aktive Aufmerksamkeit auf innerpsychische und äußere Prozesse spielt eine wesentliche Rolle in den Überlegungen von Rock und Schwartz. Sie weisen darauf hin, dass das aktive Lenken der Aufmerksamkeit in einer hektischen und von Störungen geprägten Arbeitswelt eine immer größere Herausforderung wird.
Ausgehend von der Annahme, dass das Gehirn danach strebt, Bedrohungen zu minimieren und Belohnungen zu maximieren, nennt Rock fünf Bereiche sozialer Erfahrung, in denen eine Bedrohung beziehungsweise umgekehrt eine Belohnung empfunden wird, abgekürzt als SCARF-Modell: Status (Status), Certainty (Sicherheit), Autonomy (Autonomie), Relatedness (Zugehörigkeit), Fairness (Fairness).

## Ansatz nach Elger
Im deutschsprachigen Raum hat Christian E. Elger, Direktor der Klinik für Epileptologie am Universitätsklinikum Bonn, die erste Publikation zum Thema Neuroleadership im Jahr 2009 veröffentlicht. Er stellt fest, dass es sich bei Neuroleadership nicht um ein reines Veränderungsmanagement handelt, sondern dass dieser Ansatz ein neues Verständnis für Abläufe und Tätigkeit im Arbeitsbereich von Führungskräften erzeugen soll.
Elger kennzeichnet vier wesentliche Systeme des Gehirns, die für Neuroleadership relevant sind. Diese sind das Belohnungssystem (siehe Mesolimbisches System), das emotionale System, das Gedächtnissystem und das Entscheidungssystem. Zu diesen vier Systemen, so Elger, liegen zahlreiche wissenschaftliche Erkenntnisse vor, die in typischen Situationen des Führungsalltags hilfreich sind. Er beschreibt weiterhin die Übertragung dieser Erkenntnisse auf fünf wesentliche Aufgabenbereiche von Führungskräften:
- Bewerten und Entscheiden
- Verhandeln und Kommunizieren
- Beurteilen und Belohnen
- Fördern und Motivieren
- Verändern und Aufbauen

Sein Ansatz unterscheidet sich von dem von Rock und Schwartz formulierten insofern, dass er durchaus humanistische und behavioristische Grundannahmen in seine Überlegungen mit einbezieht. So betont er die Bedeutung des Belohnungssystems, das bei einer Übererfüllung von Erwartungen Dopamin ausschüttet, für die Motivation eines Mitarbeiters.
Darüber hinaus formuliert er sieben Grundregeln der Neuroleadership:
1. Das Belohnungssystem ist die zentrale Schaltstelle.
2. Das Ultimatumspiel gilt überall.
3. Vorinformationen beeinflussen die Erwartungen und das Verhalten.
4. Jedes Gehirn ist anders.
5. Es gibt keine Fakten ohne Emotionen.
6. Erfahrungen bestimmen das Verhalten.
7. Situationen können eine nicht vorhersagbare Eigendynamik entwickeln.

## Ansatz nach Peters/Ghadiri
Theo Peters und Argang Ghadiri veröffentlichten 2011 die erste wissenschaftliche Publikation im deutschsprachigen Raum zu Neuroleadership. Grundlage ihres Begriffsverständnisses bildet die Konsistenztheorie von Klaus Grawe mit den vier neurowissenschaftlich fundierten Grundbedürfnissen nach Bindung, Orientierung und Kontrolle, Selbstwerterhöhung und -schutz sowie Lustgewinn und Unlustvermeidung. So definieren sie Neuroleadership als Mitarbeiterführung, die durch organisationale und personalwirtschaftliche Maßnahmen die neurowissenschaftlichen Grundbedürfnisse erfüllt und somit zur Aktivierung des Belohnungssystems (im sog. Nucleus accumbens) beiträgt.
Weiterhin liefern sie auch zwei Ansätze für die Umsetzung von Neuroleadership. Die organisationale Orientierung erfolgt mit dem AKTIV-Modell und mit folgenden Schritten:
- Analyse: Analyse der Mitarbeiter nach den Ausprägungen ihrer vier neurowissenschaftlichen Grundbedürfnisse
- Konsistenzprofil: Anfertigung eines IST-Profils über die gegenwärtige Bedürfniserfüllung und eines SOLL-Profils zu den gewünschten Bedürfnissen
- Transformation: Einordnung des Mitarbeiters in Typen anhand des Konsistenzprofils
- Inkonsistenzvermeidung: Identifikation und Bestimmung von (organisationalen) Maßnahmen zur Vermeidung von Inkonsistenz
- Vereinbarung: Vereinbarung zwischen Führungskraft und Mitarbeiter über die neuen Maßnahmen mit operationalisierten Zielen

Das Verhalten der Führungskräfte soll sich nach dem PERFEKT-Schema ausrichten und dient der personalorientierten Umsetzung von Neuroleadership. Grundlage bilden auch hier die vier neurowissenschaftlichen Grundbedürfnisse, die durch die Beachtung der folgenden Punkte erfüllt werden:
- Potenzialentfaltung des Mitarbeiters unterstützen und fördern
- Ermutigung der Mitarbeiter für neue Lösungen und Wege
- Rückmeldungen geben
- Freiheit einräumen
- Emotionales Führen
- Kommunikation auf Augenhöhe
- Transparentes Handeln

## Empirische Forschung zum Thema "Neuroleadership"
Rüdiger Reinhardt stellt in seinem "Informationsportal: Neuroleadership" die Ergebnisse der ersten umfassenden Prüfung der Annahmen von David Rock ("SCARF-Modell") und der von Klaus Grawe ("Konsistenztheorie") vor. Ein generelles Ziel des Forschungsprojektes war es zu prüfen, welchen Einfluss die fünf Dimensionen des SCARF-Modells und die fünf Dimensionen der Konsistenztheorie auf berufsbezogene Leistung und Gesundheit haben. Zusammenfassend wurde deutlich, dass die auf Basis der Konsistenztheorie entwickelten personenbezogenen Merkmale (insbesondere die motivationalen Schemata als Indikatoren des Konsistenzerlebens nach Grawe) einen stärkeren Einfluss auf Leistung bzw. Gesundheit aufweisen als die fünf Variablen des SCARF-Modells, die die Basis der Operationalisierung der Organisationsvariablen (Führung, Prozesse, Tätigkeit) darstellen.

## Neuroleadership Institute
Von David Rock und anderen Beratern wurde in Australien das „Neuroleadership Institute“ gegründet, es sieht sich als eine akademische Instanz, die den Austausch von Experten zum Thema „Neuroleadership“ ermöglichen will. Es veranstaltet in beinahe jährlicher Folge das „Neuroleadership Summit“, ein Treffen von Wissenschaftlern und Unternehmensberatern.